# Гарячківська Дача
Гарячкі́вська Да́ча — ботанічний заказник загальнодержавного значення. Розташований у межах Піщанського району Вінницької області, на північ від села Миролюбівки.
Площа 137 га. Створений у 1974 році.

## Коротка характеристика
Охороняється вікова діброва з переважанням дуба скельного на північно-східній межі його поширення. З деревних порід також зростають граб звичайний, клен гостролистий, клен польовий, липа серцелиста, черешня. У підліску — дерен справжній, бруслина бородавчаста. У трав'яному покриві переважають яглиця звичайна, зірочник лісовий, осока волосиста, копитняк європейський, фіалка лісова з домішкою світлолюбних субсередземноморських видів (північна межа їхнього ареалу в Україні) — перлівка одноцвіта, кадило сарматське, шоломниця висока. З рідкісних видів трапляється релікт — берека, а також орхідеї гніздівка звичайна, коручка чемерникоподібна, любка дволиста, занесені до Червоної книги України.

## Детальний опис
За фізико - географічним районуванням України (1968) ця територія належить до Придністровсько-Подільської лісостепової області (Південне Поділля) лісостепової зони (район  Ямпільського Придністров'я). За геоботанічним районуванням України ця територія належить до Європейської широколистянолісової області. Подільсько-Бссарабської провінції. Вінницького (Центральноподільського) округу.
Для цієї області характерними є хвилясті з яругами та балками лесові височини, тобто з геоморфологічної точки зору територія, що описується являє собою  акумулятивно-денудаційну  рівнину  з  ерозійно-акумулятивними
сильнохвилястими формами рельєфу Балтського типу.
В геоструктурпому відношенні заказник приурочений до південних схилів Українського  кристалічного щита. Докембрійський фундамент складений гранітами та гнейсами, амфіболітами, кварцитами та іншими гірськими породами. Осадові  відклади, що перекривають кристалічний фундамент  приурочені до Балтської свити Неогенової системи і складені пісками та піщано-глинистими відкладами.
Ґрунтовий покрив характеризується чорноземами, темно-сірими та сірими опідзоленими ґрунтами на вододільно-хвилястих місцевостях. На схилових поверхнях ґрунтові різновиди змінюються на слабо-,середньо- та сильнозмиті ґрунти.
Територія заказника знаходиться в межах рівнинної атлантико-континентальної області помірного кліматичного поясу. Клімат території є помірно-континентальним. Для неї є характерним тривале нежарке літо та м'яка, порівняно недовга зима. Пересічна температура січня становить -5,5 °С. Висота снігового покриву коливається в межах 10-25 см в різні роки. Безморозний період складає 250 - 260 днів. Влітку температура досягає +19,5 °.. + 20,5 °С. На цей час припадає основна частина опадів (близько 80 %). Кількість опадів зменшується в порівнянні з північними районами Поділля на 150-170 мм і складає 500-525 мм. Максимальна кількість опадів - в травні, червні та липні, нерідко у вигляді злив, що сприяє процесам ерозії. В цих умовах ліси відіграють значну захисну роль, оскільки  зменшують швидкість водно-ерозійних потоків, повністю виключають  можливість  поверхневого  змиву ґрунтів.
Характерною  особливістю  цього  геоботанічного району є значне поширення лісів із дуба скельного.
Заказник являє собою єдиний масив, але за рослинним покривом його можна поділити на декілька ділянок. На плоскохвилястому плакорі з невеликими перепадами висот на опідзолених ґрунтах сформувались головним чином дубові ліси. Інтерес представляє те, що тут знаходиться зона контакту ареалів дуба звичайного і скельного, що складають в заказнику змішані деревостанн.
На території заказника дуб скельний зростає на північно-східній межі свого ареалу і утворює один з найбільших масивів, що збереглися у Південному Поділлі. Лісовий масив дуба скельного представлений 90(80)- 100-річними  насадженнями.  При обстеженні встановлено ряд біологічних і екологічних властивостей дуба скельного в порівнянні з дубом звичайним (особливості росту, природного  поновлення, формування насаджень, відношення до едафічних і мікрокліматичних умов, роль у ґрунтотвірному процесі). В цьому регіоні дуб скельний зростає в заказнику
головним чином у сухих грудах і сугрудах, в едатопах перехідних від свіжих до сухих трудів і сугрудів і формує насадження ІІ-ІІІ класів бонітету. В той же час окремі ділянки представлені переважно свіжими грудами, де скельнодубові насадження досягають І-Іа класів бонітету.
Характерним для даної території є і те, що у віковій структурі скельнодубових насаджень переважають стиглі і достигаючі деревостани переважно порослевого походження (природного відновлення вдається досягти лише в небагатьох випадках у зв'язку з нечастими насіневими роками, що пов'язано з кліматичними умовами району та біологічними особливостями виду).
Ліс, що входить в цей масив, відзначається природною будовою та багатим флористичним складом. Перший ярус побудований переважно дубом звичайним з участю дуба скельного, другий - грабом звичайним. У зв'язку з великою затіненістю підлісок виявлений фрагментарно, в ньому переважає ліщина звичайна, черемха, бузина чорна та інші. На освітлених теплих схилах в угрупуваннях із дуба скельного та дуба звичайного виявлений підлісок із кизила  з участю калини-гордовини. До рідкісних належать і лісові ділянки з переважанням у травостані конвалії травневої.
Переважають в заказнику дубові ліси свидиново-волосистоосокові, менші площі займають свидиново- і ліщиново-конвалієві угрупування. Ці угрупування занесені до ‘'Зеленої книги України" (1987) - книги рідкісних утрупувань, які повсюдно підлягають охороні. Деревостанн яких мають вік 80-100 років та запас деревини 480 куб.м на гектар.
Характерною особливістю масиву, що обумовлює його високу наукову цінність, є наявність у лісових угрупуваннях добре виявленого ядра неморальних субсередземноморських, в тому числі балканських видів. До таких видів, які знаходяться на цій території, належать у деревостані дуб скельний, берека , в підліску - кизил, калипа-гордовина, в травостої - яглиця звичайна, копитняк європейський, купина широколиста,  мерінгія трижилкова, осока пальчаста.
Більш рідкими видами є Арум Бесера, шоломниця висока, скополія карніолійська, кадило сарматське. Ці реліктові утрупування мають в Україні локальне поширення - переважно на Придністров'ї. Значні площі тут займають синузії підсніжника білосніжного. Значний інтерес представляє також збереження великої популяції цінного степового виду - горицвіту весняного, що рясно зростає біля лісового масиву.
Лісовий масив, що входить до складу заказника, є місцем зростання популяцій багатьох видів “Червоної книги України” (виявлено 8 видів, що увійшли до її другого видання). На особливу увагу заслуговують зростання тут
таких видів, як скополія карніолійська, кадило сарматське, коручка чемерникоподібна, коручка пурпурова, гніздівка звичайна, любка двулиста, підсніжник білосніжний, зозулині сльози яйцеподібні. Коручка пурпурова - рідкісна субсередземноморсько-балканська орхідея, яка має на Україні локальне поширення в південно-західній частині. На території заказника ця орхідея зростає на північно-східній межі ареалу.
В лісових масивах та на їх узліссях виявлено цілий ряд цінних лікарських рослин. Крім вищезгаданої конвалії травневої, яка масово зростає тут, також зустрічаються: звіробій звичайний, первоцвіт весняний, материнка звичайна, декілька видів деревію, чебрецю та інших.
Таким чином, територія являє собою цінний лісовий масив південної частини Поділля, в її межах збереглись типові та унікальні природні комплекси, притаманні цьому регіону і тому вона відповідає вимогам, що ставляться до
заказників загальнодержавного значення.
Для більш докладного вивчення  необхідно провести ґрунтовне обстеження території у весняно-літній період року для виявлення нових видів рослин та особливостей їх вегетації. Необхідне проведення дослідження кварталів. що не включено до складу заказника з метою їх подальшого заповідання.